# GNU宽通用公共许可证
GNU宽通用公共许可证（英語：GNU Lesser General Public License）是由自由软件基金会公布的自由软件授权条款。它允许企业与软件开发者使用，或将LGPL授权的软件整合至他们自己的软件内（即使该软件是私有软件也被允许），同时不会受到Copyleft特性的许可证强制对软件开源的限制。该许可证常被用于一些（但不是全部）GNU程序库。
这个许可证以前被称为GNU程式库通用公共许可证（GNU Library General Public License）。此许可证最新版本为“第3版”，2007年6月29日发布，较早的版本有2.0和2.1版。此種授權之出現，是為了在GPL與許可式授權（如MIT许可证及柏克萊大學的BSD许可证）間取得折衷。
採用LGPL之計畫本身雖然仍有“Copyleft”之限制條件，但這些限制不感染僅僅只聯結到本計畫的軟體。不過此等軟體仍會受到其他限制。
LGPL主要為軟體函式庫（Software Libraries）所使用，但是其亦可使用於獨立存在的應用程式。比較有名的例子有Mozilla与OpenOffice.Org。

## 歷史
LGPL原本被稱爲GNU Library General Public License，最初於1991年發布，爲與GPLv2保持一致而採用2.0版的編號。許可證的2.1版與1999年在修訂後發布。與此同時，它被重命名爲GNU Lesser General Public License，以顯示FSF認爲並不是所有程式庫都應當採用該許可證的態度。LGPL的第3版於2007年發布，它以在GPL第3版之上附加應用一系列許可的方式表現。

## LGPL與GPL差異之處
LGPL有一特點是LGPL軟體可以被轉換成GPL（參見Section 3）。這種特性對於在GPL函式庫或應用程式中直接使用LGPL程式有一定程度之幫助。

## 编程语言要求
LGPL 协议主要是面向使用 C语言 以及类C语言。Franz Inc. 发布了 LLGPL 协议，增加了序言部分以澄清 LISP 语言中的上下文问题。
另外 Ada 语言还有一个特殊的特性——泛型，所以需要使用 LGPL 的另一个变种 GNAT Modified General Public License：允许代码链接一些特殊情况，以避免被 GPL 所覆盖。
C++ 模板和只有头文件的库也会遇到类似于 Ada 的泛型问题。LGPL 的第三版在第三小节中专门处理了这方面的特殊情况。

## 可闭源特性
由于许多程序员都弄不清各種許可證之間的差別，導致一些开源项目成為了小部份別有用心人士所利用的對象，較著名的例子有DivX，早期DivX雛形是一個使用LGPL许可证的自由軟體，由大部份優秀的軟體高手義務地開發，但當軟體漸漸成形時，DivX的公司DXN利用LGPL的漏洞對DivX進行了閉源，大部分軟體愛好者都感到被出賣，所以著手開發了XviD。雖然XviD在軟體方面明顯比DivX優秀，但市場占有率卻不如DivX。